# Vattetot-sur-Mer
Vattetot-sur-Mer is een gemeente in het Franse departement Seine-Maritime (regio Normandië). De gemeente telt 253 inwoners (1999). De plaats maakt deel uit van het arrondissement Le Havre.

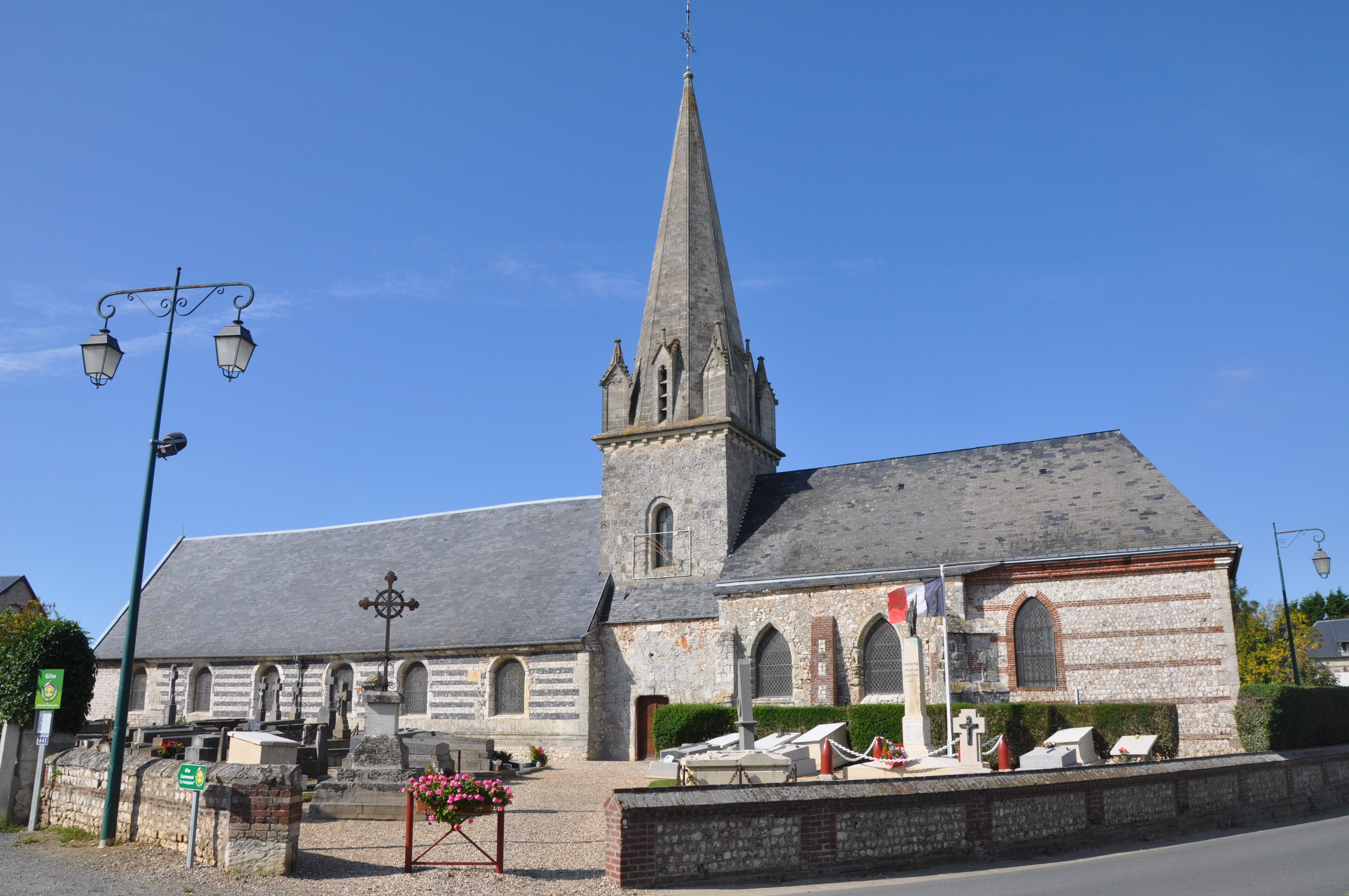
Église Saint-Pierre

## Geografie
De oppervlakte van Vattetot-sur-Mer bedraagt 5,2 km², de bevolkingsdichtheid is 48,7 inwoners per km². Vattetot-sur-Mer ligt aan Het Kanaal.
In het noordoosten van de gemeente ligt het gehucht en badplaats Vaucottes. Verder liggen in de gemeente nog gehuchtjes zoals Brandeville en Bout de Vattetot.
De onderstaande kaart toont de ligging van Vattetot-sur-Mer met de belangrijkste infrastructuur en aangrenzende gemeenten.

## Bezienswaardigheden
- De Église Saint-Pierre

## Demografie
Onderstaande figuur toont het verloop van het inwonertal (bron: INSEE-tellingen).